# Adenocarpus lainzii
Adenocarpus lainzii är en ärtväxtart som först beskrevs av Santiago Castroviejo, och fick sitt nu gällande namn av Santiago Castroviejo. Adenocarpus lainzii ingår i släktet Adenocarpus och familjen ärtväxter. Inga underarter finns listade i Catalogue of Life.